# Història cultural
La història de la cultura és l'evolució de la definició, de la descripció, de la percepció, els valors i de la relació amb la cultura que han tingut les diverses societats al llarg de la història. Resulta doncs que el propi concepte de cultura és cultural, és a dir, que la cultura s'analitza des d'un punt de vista subjectiu que depèn del moment històric, el lloc geogràfic, la societat i, en definitiva, la pròpia cultura.
El concepte "cultura" va aparèixer per primera vegada a l'Europa del segle xviii i es referia al símil d'un procés de cultiu o de millora de la persona, com en l'agricultura o l'horticultura. Al segle xix, el terme va arribar a referir-se primer al perfeccionament de la persona, especialment mitjançant l'educació, i després a la realització de les aspiracions nacionals o ideals. Fins i tot, alguns científics van utilitzar el terme per a referir-se a una capacitat humana universal.
Fonamentalment, el conjunt de conductes i comportaments que es produeixen en una determinada comunitat i que són transmesos entre els seus individus per aprenentatge: aquesta sintètica definició no copsa necessàriament tots els aspectes d'allò que generalment s'entén per cultura i s'han proposat moltes definicions per a la cultura. Per exemple, el 1952, Alfred Kroeber i Clyde Kluckhohn van compilar una llista de 164 definicions de la paraula en la seva obra Cultura: una revisió crítica dels conceptes i definicions.

## Segle XVII: origen
El terme cultura prové del llatí cultura que significa 'cura del camp o del bestiar'. Cap al segle xiii, el terme s'emprava per a designar una parcel·la conreada, i tres segles més tard havia canviat el seu sentit com a estat d'una cosa, al de l'acció: el cultiu de la terra o la cura del bestiar, aproximadament en el sentit que s'empra en el català dels nostres dies en vocables com agricultura, apicultura o piscicultura, per exemple. A mitjan segle xvi, el terme adquireix una connotació metafòrica, com el cultiu de qualsevol facultat. L'accepció figurativa de cultura no s'estendria fins al segle xvii, quan va començar a aparèixer en certs textos acadèmics.

## Segle XVIII: cultura o civilització
El segle de les Llums (segle xviii) és l'època en què el sentit figurat del terme com a "cultiu de l'esperit" s'imposa en amplis camps acadèmics, per exemple, en el Dictionaire de l'Academie Française del 1718. Tot i que l'enciclopèdia francesa l'inclou només en el seu sentit restringit de cultiu de terres, no desconeix el sentit figurat, que apareix en els articles dedicats a la literatura, la pintura, la filosofia i a les ciències.
Amb el pas del temps, es va començar a entendre el concepte de cultura com un procés de la formació de la ment. És a dir, es va convertir novament en una paraula que designa un estat, encara que en aquesta ocasió és l'estat de la ment humana, i no l'estat de les parcel·les.

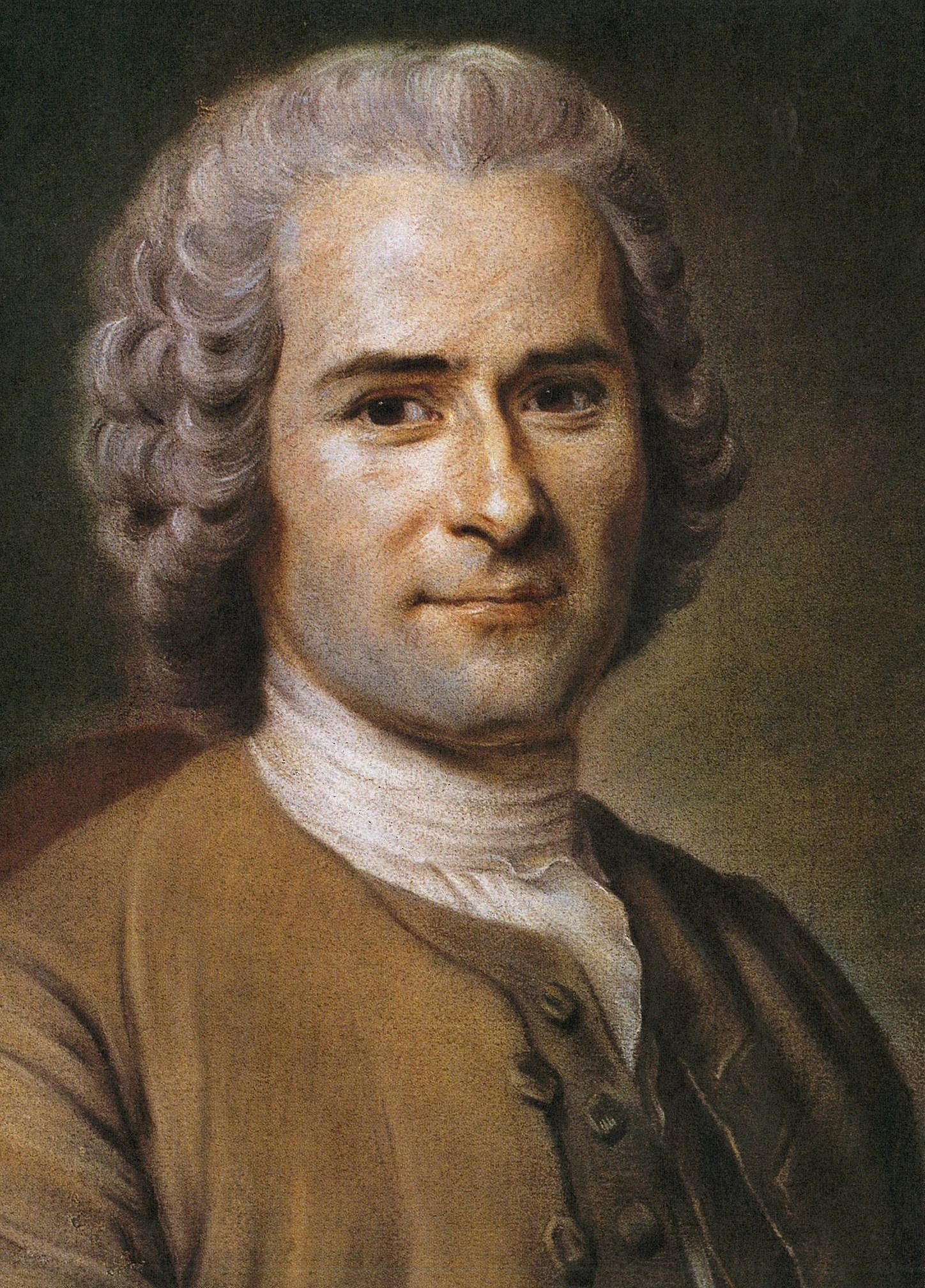
Jean Jacques Rousseau

La clàssica oposició entre cultura i natura també té les seves arrels en aquesta època. El 1798, el Dictionaire hi inclou una accepció de cultura que s'estigmatitza en l'esperit natural. Per a molts dels pensadors de l'època, com Jean Jacques Rousseau, la cultura és un fenomen distintiu dels éssers humans, que els col·loca en una posició diferent de la de la resta d'animals. En aquesta època, la cultura s'entén com el coneixement. Com la cultura, també és un procés universal que inclou tots els pobles, fins i tot als més endarrerits en la línia de l'evolució social. Per descomptat, els paràmetres amb els quals s'amidava si una societat era més civilitzada o més salvatge eren els de la seva pròpia societat. En les albors del segle xix, ambdós termes, cultura i civilització, eren emprats gairebé de manera indistinta, sobretot en francès i en anglès.
Cal assenyalar que no tots els intel·lectuals francesos van emprar el terme. Rousseau i Voltaire es van mostrar reticents a aquesta concepció progressista de la història. Van intentar proposar-ne una versió més relativista, encara que sense èxit, car el corrent dominant era el dels progressistes. Va ser a Alemanya on les postures relativistes van guanyar major prestigi. El terme Kultur en sentit figurat apareix a Alemanya cap al segle xvii, aproximadament amb la mateixa connotació que en francès. Durant el segle xviii, gaudeix de gran prestigi entre els pensadors burgesos alemanys. Això es va deure al fet que va ser emprat per a injuriar els aristòcrates, als quals acusaven de tractar d'imitar les maneres "civilitzades" de la cort francesa. Per exemple, Immanuel Kant apuntava que "ens conreem per mitjà de l'art i de la ciència, ens civilitzem [en adquirir] bones maneres i refinaments socials". Per tant, a Alemanya, el terme civilització va ser equiparat amb els valors cortesans, qualificats de superficials i pretensiosos. En sentit contrari, la cultura es va identificar amb els valors profunds i originals de la burgesia.
En el procés de crítica social, l'accent en la dicotomia cultura/civilització es trasllada de les diferències entre estrats socials a les diferències nacionals. Mentre França era l'escenari d'una de les revolucions burgeses més importants de la història, Alemanya estava fragmentada en múltiples estats. Per això, una de les tasques que s'havien proposat els pensadors alemanys era la unificació política. La unitat nacional passava també per la reivindicació de les especificitats nacionals, que l'universalisme dels pensadors francesos pretenia esborrar en nom de la civilització. Ja el 1774, Johann Gottfried Herder proclamava que el geni de cada poble (Volkgeist) s'inclinava sempre per la diversitat cultural, la riquesa humana i en contra de l'universalisme. Per això, l'orgull nacional radicava en la cultura, amb la qual cada poble havia de complir un destí específic. La cultura, com l'entenia Herder, era l'expressió de la humanitat diversa, i no excloïa la possibilitat de comunicació entre els pobles.

## Seglexix: expressió del nacionalisme
Durant el segle xix, a Alemanya, el terme cultura va evolucionar sota la influència del nacionalisme. Mentrestant, a França, el concepte es va ampliar per a incloure no sols el desenvolupament intel·lectual de l'individu, sinó el de la humanitat en el seu conjunt. D'aquí que el sentit francès de la paraula presenta una continuïtat amb el de civilització: no obstant això, la influència alemanya persisteix en la idea que més enllà de les diferències entre "cultura alemanya" i "cultura francesa" (per posar un exemple), hi ha una idea que les unifica a totes: la cultura humana.
Va accentuar-se en aquesta època el vincle entre llenguatge i cultura, no solament perquè es creu que un idioma és un element central d'una cultura i de la manera de veure el món i estructurar el pensament dels seus habitants, sinó perquè es creu que l'origen del llenguatge és paral·lel al de la cultura o íntimament relacionat: el paper dels símbols, conceptes abstractes i imaginaris que permet el llenguatge són elements claus en el sentiment de pertinença i diferenciació dels grups, així com en l'acceleració de l'aprenentatge i la codificació de les normes de conducta socialment acceptades. Això no vol dir que la cultura es pugui reduir al llenguatge o a una sola llengua (de fet, la majoria de cultures viuen en un règimen de plurilingüisme, però sí que la relació amb la parla és un element distintiu.

## Segle XX: tecnologia com una expressió de la cultura

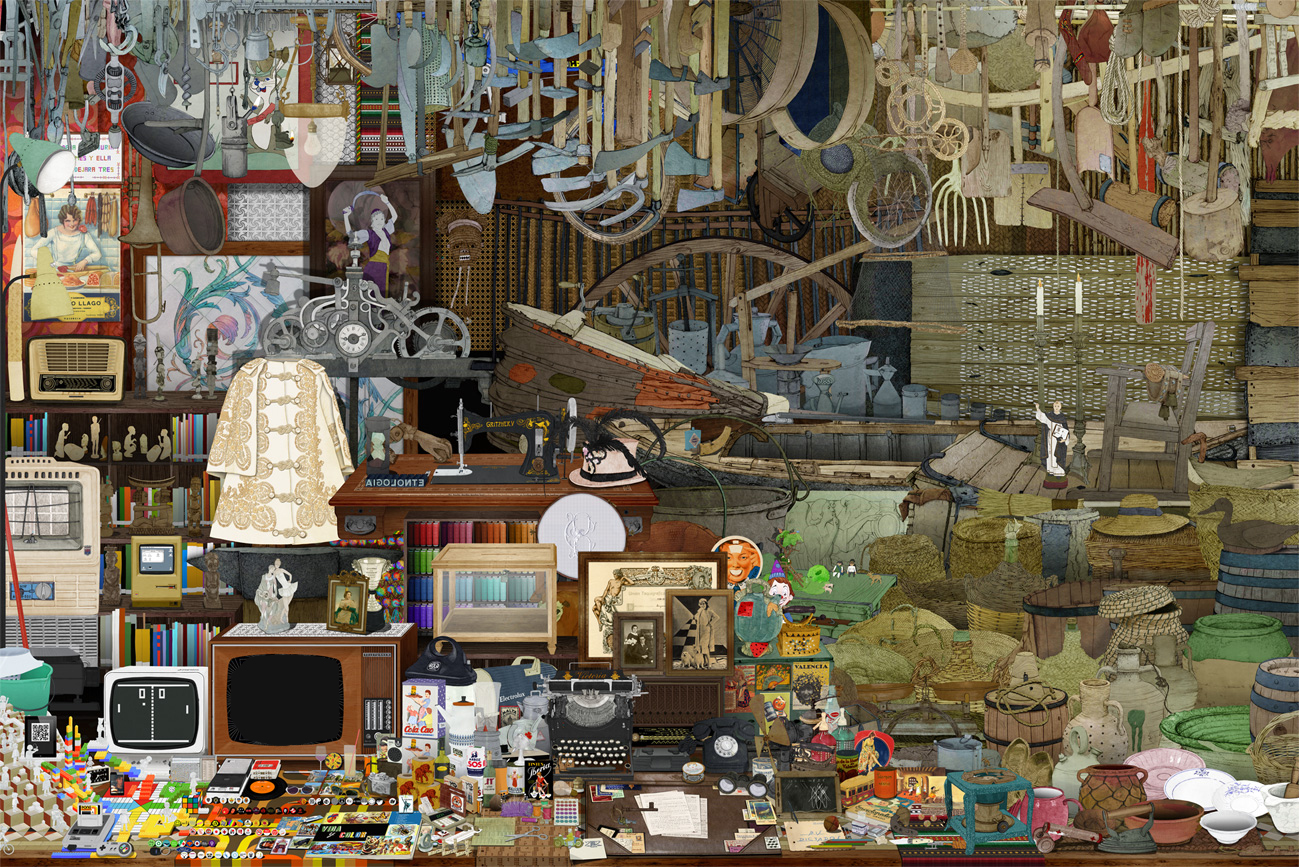
Col·lecció d'imatges que representen els objectes que poden encabir-se dins de l'estudi de l'Etnologia i l'Antropologia. Museu Valencià d'Etnologia.

Al segle xx, la cultura va esdevenir un concepte central de l'antropologia. Amb dos significats: la classificació de les diferents formes en què les persones viuen en diferents parts del món i l'evolució de la capacitat humana per a classificar i representar experiències amb símbols i actuar amb imaginació i creativitat.
Aquesta capacitat ha estat considerada com a característica única del gènere homo. No obstant això, certs primatòlegs, com ara Jane Goodall, han identificat aspectes culturals entre els animals més propers als humans. Als anys 1960, Goodall va observar la fabricació d'eines per a caçar tèrmits en poblacions de ximpanzés. Aquesta conducta era apresa pels individus del grup per l'observació d'altres individus. La fabricació d'eines es considera un tret cultural, ja que no és transmès de manera innata. Posteriorment, s'han observat altres rudiments de cultura en ximpanzés i bonobos. Tanmateix la cultura humana és possiblement la més sofisticada de les existents al planeta.

## Segle XXI: desconstrucció de cànons versus imposició global homogeneitzant
La interpretació del terme durant la Il·lustració, entenent cultura com la condició necessària per a la realització de l'individu autònom xoca amb la visió romàntica del terme, en què la cultura és l'expressió de l'esperit del poble. Aquesta dualitat d'interpretacions determina la visió conservadora o progressista de la cultura. Tots dos models estan en crisi a principis del segle xxi.